# Past to Present 1977-1990
Past to Present 1977-1990 es el primer álbum recopilatorio de Toto lanzado en 1990. Contiene 4 nuevas canciones grabadas con el cantante Jean-Michel Byron. Hasta la fecha el álbum vendió más de 8 millones de copias en todo el mundo y fue disco de platino en varios países especialmente en Europa.

## Lista de canciones
| N.º     | Título                              | Escritor(es)                                 | Productor(es)                       | Duración |  |
| 1.      | «Love Has the Power (*)»            | Jean-Michel Byron, John Capek                | Toto, James Guthrie                 | 6:40     |  |
| 2.      | «Africa»                            | David Paich, Jeff Porcaro                    | Toto                                | 4:58     |  |
| 3.      | «Hold the Line»                     | David Paich                                  | Toto                                | 3:56     |  |
| 4.      | «Out of Love (*)»                   | Steve Lukather, Jean-Michel Byron            | Toto, James Guthrie                 | 5:54     |  |
| 5.      | «Georgy Porgy»                      | David Paich                                  | Toto                                | 4:08     |  |
| 6.      | «I'll Be over you»                  | Steve Lukather, Randy Goodrum                | Toto                                | 3:51     |  |
| 7.      | «Can You Hear What I'm Saying? (*)» | David Paich, Jean-Michel Byron, Mike Porcaro | Toto, James Guthrie                 | 5:02     |  |
| 8.      | «Rosanna»                           | David Paich                                  | Toto                                | 5:34     |  |
| 9.      | «I Won't Hold You Back»             | Steve Lukather                               | Toto                                | 4:59     |  |
| 10.     | «Stop Loving you»                   | Steve Lukather, David Paich                  | George Massenburg, Bill Payne, Toto | 4:29     |  |
| 11.     | «99»                                | David Paich                                  | Toto, Tom Konx                      | 5:13     |  |
| 12.     | «Pamela»                            | David Paich, Joseph Williams                 | George Massenburg, Bill Payne, Toto | 5:10     |  |
| 13.     | «Animal (*)»                        | David Paich, Jean-Michel Byron               | Toto, James Guthrie                 | 5:03     |  |
| 1:05:02 |                                     |                                              |                                     |          |  |

(*) Material inédito

## Planeta Tour World
Después del lanzamiento de Past to Present la banda emprendió a una larga gira por el mundo especialmente en Europa donde tocaban hasta 8 noches en cada país, la gira se convirtió en una de las más grandes de la banda seguida por la gira de 1982 del disco Toto IV y la banda tocaba nuevamente el cielo. De este Tour sacarían un DVD en concierto grabado en Le Zenith, París titulado Greatest hits live and more...

## Personal
- Jeff Porcaro; Batería
- Steve Lukather; Guitarras, voz
- David Paich; Teclados, voz
- Mike Porcaro; Bajo
- Jean-Michel Byron; Voz

### Personal adicional
- John Jessel; Teclados adicionales, ingeniero de sonido
- Chris Trujillo; Percusión
- Jenny Douglas McRae; coros
- Jackie "Gucci" McGhee; coros

- Datos: Q1755112